# 水边河
水边河，位于中华人民共和国广东省英德市西南部，是连江右岸支流，发源于英德市西部的洛家塘，蜿蜒东南流经黄花镇、九龙镇和水边镇，于水边镇水口围汇入连江。河长78千米，河道平均比降1.8‰，流域面积837平方千米，天然落差642.2米。水边河上游景色秀丽，为喀斯特低山丘陵、峰林地貌，是英西峰林走廊景区的主要部分。